# 趙合徳

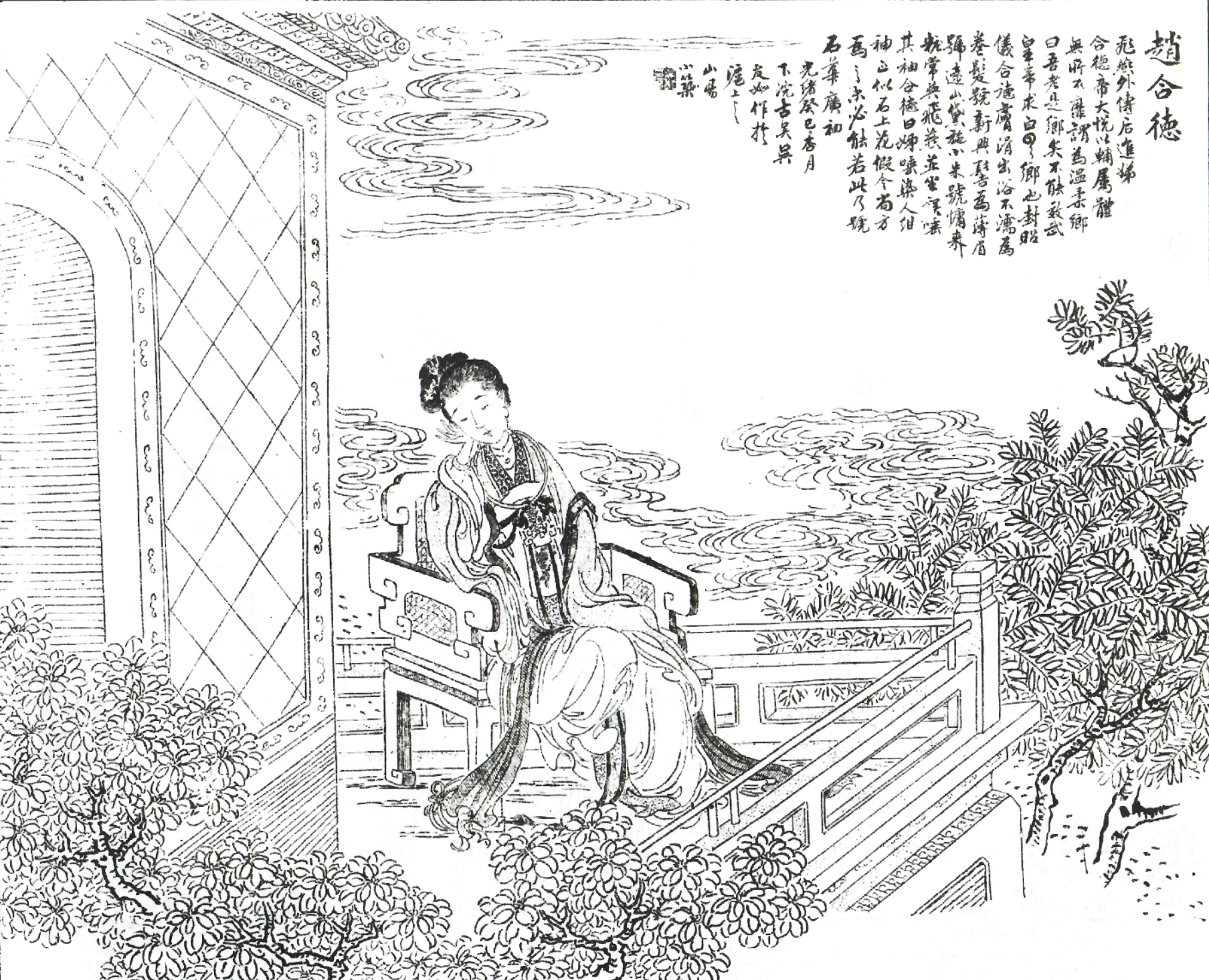
趙合德（『古今百美図』）

趙 合徳（ちょう ごうとく、? - 前7年）は、前漢の成帝の昭儀（側室）で、成帝の2番目の皇后趙飛燕の妹。合徳の名前は、稗史である『飛燕外伝』の由来がある。
「温柔郷」や「紅顔禍水」の由来となった人物である。『百美新詠図伝』では、歴朝で最も名高い美人百人に選ばれている。

## 生涯
姉の勧めで成帝の後宮に入り、倢伃となった。姉と共に成帝の寵愛を受ける。その後、昭儀に昇進ぜられた。
永始元年（前16年）に姉が皇后に立てられた頃から、姉は成帝からの寵愛が衰えた。成帝の寵愛は、もっぱら妹の趙昭儀にある。しかし、趙皇后も趙昭儀も皇子を産まなかった。趙姉妹の中には、特に妹の方はかなり残虐な人物だという。趙昭儀にそそのかされて、成帝が前後して曹偉能と許美人所生の皇子を殺害した。
最後に、成帝は実子がいなかったため、甥にあたる劉欣（哀帝）を皇太子に立てた。綏和2年（前7年）、成帝は急死した。突然の死であったため、死の間際までそばにいた趙昭儀が原因との流言が生まれ、孝元皇太后が詳細を調査しようとしたが、趙昭儀は自殺してしまう。

## 皇子殺害事件
許美人所生の皇子を殺害した経緯は，司隷校尉解光の証言に由来がある。
| 「 | 趙昭儀は許美人の出産を聞いてから「いつも姉の中宮の元から来たと言っているのに、許美人にはどうして子供がいるのか？許氏はまた台頭するのか！」と怒ったと言う。昭儀は頭で壁と柱にぶつかり、「実家に帰る」などと泣き叫んだ。昭儀は食事をしようとしない。成帝は「わざわざ教えてあげる。かえってあなたは怒った。あなたに言うべきではない」と言った。成帝も食事をしようとしない。昭儀はこれを見て、「陛下自身は何も間違っていないと思っているのに、どうして食事をしないのですか。陛下は私を裏切らないと誓ったが、今は許美人が息子を産んだ。何か言いたいことがあるのか」と言った。成帝は「私は趙氏を立てることを誓ったので、許氏を廃した。天下に趙氏より地位の高い人がいないようにする。これらのことについてあなたはすべて心配する必要はありません」と言った。その後、成帝は緑嚢書を持って許美人に渡し、赤ん坊を請求した。許美人が赤ん坊を引き渡すと、成帝は赤ん坊を扼死させ、趙昭儀をなだめる。 | 」 |

## 伝承
以下の内容は、『飛燕外伝』に収録されている。
華奢な体型をしてダンスが上手だ姉とは正反対に、豊満な体型をしてベッドテクニックが得意だ。成帝はそれにかなり惚れ込み、「温柔郷」と呼ぶ。
趙姉妹は息肌丸という漢方薬を使用する。その使用方法はへその穴に薬を入れる。薬が自然に体内に溶けていると、肌はきめ細かく、雪のように白くする。しかしその副作用は女性の不妊を引き起こすことである。趙姉妹は上官嫵という薬剤師の提案に従い、レンゲツツジ（羊躑躅）の花びらのお風呂という方法で不妊症の治療を行っているが、息肌丸の過剰摂取で不妊症を治せなかった。
漢は火徳の王朝であるとされ、火徳の王朝を滅ぼした合徳は「禍水」と呼ばれる。
趙合徳は成帝の寵愛を失わぬよう特殊な房中術をもって成帝に仕え、房事の最中に成帝は急死した。この死に不審を抱いた孝元皇太后によって調査が行われた結果、趙合徳が成帝に精力剤を服用させすぎたことによる中毒死と判明し、その責任を取るため趙合徳は自殺に追い込まれた。自殺直前に趙合徳は我が身で皇帝に仕え、過分な寵愛を受け、もはや思い残すことはない（「私は帝王を股間に弄した。女の本懐、これに優るものはない」）と述べ、毒を仰いだとされている。

## 史料
- 『漢書』外戚伝下